# Теорема про причісування їжака

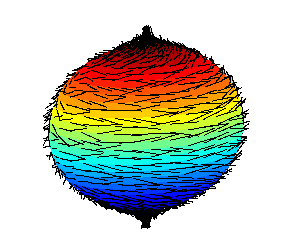
Невдала спроба рівномірно розподілити дотичні до сфери

Теорема про причісування їжака або теорема волохатої кулі стверджує, що на сфері не може бути вибраний дотичний напрямок у кожній точці, що визначений у всіх точках сфери і неперервно залежить від точки. Неформально кажучи, неможливо причесати згорнутого клубком їжака так, щоб у нього не стирчала жодна голка — звідси і згадка їжака в назві теореми.
Теорема є наслідком теореми про нерухому точку, доведену в 1912 році Брауером.
Цікаве метеорологічне використання цієї теореми: розглянути вітер як неперервне векторне поле на поверхні планети. Розглянемо ідеалізований випадок, у якому нормальна до поверхні складова поля нехтовно мала. Теорема про причісування їжака стверджує, що на поверхні планети завжди буде точка, в якій не буде вітру (нуль дотичного векторного поля). Така точка буде центром циклону або антициклону: вітер буде закручуватися навколо цієї точки (він не може бути направлений до цієї точки або з неї). Таким чином, за теоремою про причісування їжака, якщо на Землі дме хоч якийсь вітер, то десь обов'язково повинен бути циклон.